# Відносини Індонезія — Європейський Союз
Дипломатичні відносини між європейськими країнами та Республіка Індонезія сягають 1949 року. Спочатку відносини Європейського Союзу (ЄС) та Індонезії сприяли співпраці між ЄС та Асоціацією держав Південно-Східної Азії (АСЕАН). Двостороннє співробітництво постійно розширювалося, і врешті-решт у 1988 році було відкрито представництво ЄС в Індонезії. Економічний та політичний діалог між Індонезією та ЄС проходить у формі регулярних зустрічей вищих посадових осіб. У 2000 році відносини були ще більше зміцнені після випуску повідомлення Європейської комісії «Розвиток більш тісних відносин між Індонезією та ЄС». У листопаді 2013 року верховний представник ЄС з питань зовнішньої політики та політики безпеки Кетрін Ештон здійснила свій перший офіційний візит до Індонезії, який був розцінений як довгоочікуваний прорив у відносинах ЄС з Індонезією.

## Економічні відносини
ЄС та Індонезія побудували міцні комерційні відносини, двостороння торгівля становила приблизно 25 мільярдів євро в 2012 році, що призвело до значних 5,7 мільярдів євро профіциту торгівлі Індонезії з ЄС. За останні кілька років торгівля між ЄС та Індонезією відзначалася тенденцією до зростання. Якщо в 2009 році загальна торгівля становила майже 16 мільярдів євро, то до 2011 року вона вже досягла 23,5 мільярда євро. Для ЄС Індонезія є 24-м за величиною джерелом імпорту (частка 0,9%) і 30-м за величиною експортом (частка 0,6%). Усередині АСЕАН-регіону Індонезія посідає четверте місце за загальною торгівлею. ЄС є 4-м найбільшим торговельним партнером Індонезії після Японії, Китаю та Сінгапуру, на нього припадає майже 10% загальної зовнішньої торгівлі. ЄС є другим за величиною інвестором в економіку Індонезії. Індонезія в основному експортує до ЄС сільськогосподарську продукцію та перероблені ресурси, в основному пальмову олію, паливо та продукти видобутку, текстиль та меблі. Експорт ЄС до Індонезії складається в основному з високотехнологічного обладнання та транспортного обладнання, хімікатів та різноманітних промислових товарів. По суті, торгівельні потоки між Індонезією та ЄС доповнюють один одного.  Після того, як переговори щодо угоди про вільну торгівлю з АСЕАН стали все складнішими, ЄС почав переговори з окремими державами АСЕАН. ЄС та Індонезія зараз працюють над амбітною Угодою про всеосяжне економічне партнерство, яка охоплює торгівлю, інвестиції та послуги.

## Рамки співпраці ЄС-Індонезія
У 2009 році була підписана Угода про партнерство та співробітництво між ЄС та Індонезією (УПС). УПС відкрило шлях для тіснішої співпраці в широкому діапазоні сфер і охоплює різні сфери співпраці, такі як торгівля, інвестиції, права людини та зміна клімату. Угода передбачає чотири пріоритетні сфери, а саме освіту, права людини та демократію, торгівлю та інвестиції та навколишнє середовище.

## Співпраця в розвитку
Протягом 1970-х і 1980-х років більшість офіційної допомоги європейських країн Індонезії координувалася через Міжурядову групу з Індонезії (IGGI), офіційну групу країн-донорів, створену в 1976 році під головуванням Нідерландів. Пізніше, починаючи з 1992 року, після розбіжностей між Нідерландами та Індонезією щодо політики допомоги, IGGI було розпущено і замінено Консультативною групою з Індонезії під головуванням Світового банку.
Зовсім недавно в Стратегічній документі Індонезії (CSP) викладено загальну політику ЄС щодо співробітництва в галузі розвитку на 2007–2013 роки. Відповідно до цього документа ЄС тісно співпрацює з урядом Індонезії, щоб гарантувати, що допомога сприяє національній стратегії розвитку. Партнерства та проєкти розроблені для підтримки політики уряду Індонезії, викладеної в Національному середньостроковому плані розвитку, який діє з 2009 по 2014 рік. На цьому тлі ЄС зосереджує свої зусилля на освіті, економічному розвитку, зміні клімату, навколишньому середовищі та належному управлінні.
Фінансування ЄС проєктів в Індонезії приймає різноманітні форми, включаючи значні виділення бюджетної підтримки сектору освіти.

### Освіта
Велика увага приділяється освіті, на яку припадає майже 80% передбаченого фінансування. Це відповідає пріоритету, який індонезійський уряд приділяє реформам освіти.
Двостороння допомога ЄС підтримує політику реформування базової освіти Індонезії. Він також надає бюджетну підтримку на суму 180 мільйонів євро. Крім того, ЄС вносить 20 мільйонів євро в фонд технічного співробітництва, який підтримує аналітичну роботу з розробки урядової політики, пов’язаної з освітою, і додаткові 35 мільйонів на просування мінімальних стандартів обслуговування в освіті в 110 районах, які, як вважають, відстають.
ЄС також фінансує інші проєкти, які відповідають національній освітній стратегії. Вони реалізуються у тісній співпраці з місцевою владою та НУО. Ці проєкти мають різні координаційні центри, починаючи від професійної підготовки, інклюзивної освіти і закінчуючи належною практикою викладання та навчання.
ЄС та його країни-члени також підтримують сектор вищої освіти. З 2004 року ЄС надає індонезійським студентам можливість отримати стипендію за програмою Erasmus Mundus. ЄС та його країни-члени щорічно надають індонезійцям 1250 стипендій для навчання в європейських університетах.

### Торгівля та інвестиції
Делегація надає підтримку поглибленню інтеграції Індонезії в систему міжнародної торгівлі. Мета – допомогти країні повністю реалізувати свій торговий та інвестиційний потенціал. За допомогою таких програм, як Програма підтримки торгівлі ЄС-Індонезії (TSP II) та Фонд торговельної співпраці ЄС-Індонезії (TCF), ЄС прагне підтримувати державні установи у покращенні експортної інфраструктури Індонезії та створенні сприятливих інвестиційних умов.
Крім того, ЄС допомагає Індонезії в реформуванні управління державними фінансами та у створенні надійних фіскальних умов. Ця підтримка спеціально зосереджена на таких питаннях, як планування та виконання бюджету, податкове та митне адміністрування, державні закупівлі та аудит, а також законодавчий бюджетний нагляд.

### Довкілля та зміна клімату
Індонезія взяла на себе зобов’язання скоротити викиди вуглекислого газу на 26% до 2020 року, і ця мета має повну економічну та політичну підтримку ЄС та його держав-членів.
Аналогічно, ЄС активізував співпрацю щодо зміни клімату, запускаючи програми, які сприяють сталому управлінню лісами та природними ресурсами. ЄС допомагає Індонезії у вирішенні найгостріших екологічних проблем, таких як незаконні рубки, шляхом укладення угод про добровільне партнерство.
Протягом останніх трьох років ЄС та його держави-члени підтримали ініціативи Індонезії щодо зміни клімату з 1,5 млрд доларів США (1,17 млрд євро), з яких ЄС вніс майже половину.

### Належне управління та права людини
У 2009 році було розпочато новий діалог з прав людини між ЄС та Індонезією, щоб активізувати обмін з питань, що становлять взаємний інтерес. ЄС зосереджується на ключових сферах управління, таких як реформа сектору юстиції та безпеки, правоохоронна діяльність та підтримка громадської поліції, заснованої на правах людини. Державні установи отримують підтримку у покращенні надання послуг, особливо для найбільш вразливих груп.
Одним із важливих інструментів у цьому відношенні є Європейський інструмент для демократії та прав людини (EIDHR), метою якого є забезпечення підтримки просування демократії та прав людини в країнах, що не входять до ЄС. В Індонезії проєкти в рамках цієї програми варіюються від сприяння свободі релігії та переконань і підтримки правозахисників до підвищення відповідальности за права людини та допомоги в запобіганні катуванням. Часто увага приділяється вразливим верствам суспільства, таким як діти, жінки чи меншини.
У сфері належного управління іншими основними сферами є нарощування потенціалу в судовому секторі, а також підтримка антикорупційної комісії.

### Здоров'я, вода та санітарія
Підтримка охорони здоров’я ЄС зосереджена на боротьбі з хворобами та вдосконаленні правил. Щоб зупинити передачу ВІЛ, туберкульозу та малярії, ЄС та його держави-члени вносять близько 57% Глобального фонду для боротьби зі СНІДом, туберкульозом та малярією (GFATM), а Індонезія скористалася зобов’язаннями у розмірі 478 мільйонів євро від цей фонд з 2002 року. ЄС об’єднався з ЮНІСЕФ для боротьби з недоїданням та відставанням у рості серед дітей. Покращення прав сексуального та репродуктивного здоров'я також стоїть на порядку денному співпраці.

### Відбудова після катастрофи та готовність до катастроф і запобігання конфліктам
ЄС підтримує зусилля Індонезії щодо запобігання та управління людськими кризами за допомогою програм, спрямованих на мінімізацію наслідків стихійних лих. Підхід ЄС до відновлення після стихійного лиха охоплює розвиток інфраструктури, реконструкцію житла, зміцнення структур управління, нарощування потенціалу та розвиток економічної та екологічної стійкости.  ЄС також підтримує заходи, які допомагають Індонезії вирішувати та запобігати внутрішнім конфліктам. У той час як причини конфлікту вирішуються через низку проєктів у різних сферах, невійськові засоби використовуються для полегшення мирного вирішення та запобігання існуючим конфліктам. Такі засоби включають підтримку належної поліції, верховенства права, цивільної адміністрації та груп з надзвичайних ситуацій цивільного захисту.

### ЄС в Ачех
У 2004 році цунамі спустошило узбережжя Ачеха. ЄС надав значні обсяги екстреної допомоги. ЄС підтримав програми реконструкції понад 200 мільйонів євро. Спочатку на надзвичайні заходи було виділено 3 мільйони євро, потім ще 20 мільйонів євро було виділено на гуманітарну допомогу, яка включала тимчасові притулки, ковдри, їжу, воду та медичну допомогу. ЄС також зробив внесок до Мультидонорського трастового фонду для Ачеха і Ніаса (MDF). Цей фонд був використаний для відновлення пошкодженої інфраструктури, наприклад доріг, зрошувальних каналів та санітарних вузлів. Крім того, фінансувалося будівництво будинків, шкіл та державних установ. Крім того, ЄС сприяв мирному процесу в Ачеху. ЄС профінансував посередницькі переговори та розгорнув Моніторингову місію в Ачеху для нагляду за виконанням мирної угоди та вніс майже 30 мільйонів євро для забезпечення довгострокової стабільности мирного процесу. У співпраці з національними, міжнародними та місцевими агенціями наступні програми ЄС були зосереджені на зміцненні демократичних інституцій, розбудові спроможности в правових процесах і процесах вироблення політики та наданні громадянського суспільства можливости брати участь у реформах. Після майже 30 років конфлікту та руйнівного цунамі в 2004 році, сьогодні вважається, що Ачех повернувся на свій шлях. ЄС продовжує працювати в провінції, насамперед у сфері зміни клімату.

## Співпраця після 2013 року
Після завершення поточного циклу (2007-2013 рр.) Індонезія припинить надання допомоги в розвитку, але продовжуватиме користуватися низкою тематичних програм, а також програм, пов’язаних із виконанням угоди про партнерство.

## Авіація
ЄС заборонив усім індонезійським авіакомпаніям в’їзд на територію Європи в 2007 році після катастрофи рейсу Garuda Indonesia Flight 200. Авіаційний письменник Вільям Лангевіше писав, що «багато звичайних індонезійців, які зненавиділи свої авіакомпанії, підтримали заборону просто як форму покарання», що заборона поставила виробників літаків «у делікатне становище», оскільки вони будуть продавати для компаній, визнаних небезпечними на Заході, і що, оскільки індонезійські авіакомпанії були зосереджені в основному на ринку Південно-Східної Азії, «заборона була значною мірою символічною». Відтоді заборону зняли.